# Кроуфорд Кіліен
Кроуфорд Кіліен (англ. Crawford Kilian, 7 лютого 1941, Нью-Йорк) — канадський письменник-фантаст та викладач коледжу. Він також є колумністом газети «The Province» у Ванкувері. Кіліен отримав ступінь бакалавра в Колумбійському університеті та ступінь магістра в Університеті Саймона Фрейзера.

## Біографія
Кроуфорд Кіліен народився в Нью-Йорку, виріс у Лос-Анджелесі та Мехіко. Він закінчив середню школу Санта-Моніки в 1958 році, і повернувся до Нью-Йорка, щоб вступити в коледж. Кіліен завершив навчання в Колумбійському університеті в 1962 році. Після закінчення навчання Кіліена призвали до армії США, де він пройшов дворічну службу. Після звільнення з армії він влаштувався редактором із написання технічних інструкцій для радіаційної лабораторії Лоуренса в Берклі у Каліфорнії. Незабаром після цього Кіліен переїхав до канадського міста Ванкувер, де розпочав працювати викладачем у коледжі. Він викладав у двох громадських коледжах Британської Колумбії з 1967 до 2008 рокау, з яких 5 місяців з 1983 по 1984 роки провів у Китаї. Спочатку Кіліен працював викладачем у Громадському коледжі Ванкувера, а за рік, у 1968 році, він перейшов на роботу до коледжу Капілано. Після 40 років роботи в коледжі Капілано навесні 2008 року Кіліен пішов на пенсію.
Кроуфорд Кіліен опублікував сотні статей на різноманітні теми, включаючи освіту, науку, навколишнє середовище, політику, веб-видання та книги. Після виходу на пенсію він став автором-редактором онлайн-газети у Ванкувері «The Tyee». Після виходу на пенсію він проживає в окружному муніципалітеті Норт-Ванкувер.

## Вибрана бібліографія
| Title | Published | Publisher                            | Notes                                        |
| --- | --------- | ------------------------------------ | -------------------------------------------- |
| Wonders, Inc. | 1968      | Parnassus Press (Берклі, Каліфорнія) | Дитяча книга, проілюстрована Джоном Ларреком |
| Останні вікінги (англ. he Last Vikings)                                                                                               | 1973      |                                      |                                              |
| Імперія часу (англ. The Empire of Time)                                                                                               | 1978      |                                      |                                              |
| Ідіть, зробіть щось велике: чорні піонери Британської Колумбії (англ. Go Do Some Great Thing: The Black Pioneers of British Columbia) | 1978      |                                      | 2-е доповнене видання 2008 р                 |
| Ожеледь (англ. Icequake) | 1979      |                                      |                                              |
| Eyas | 1982      |                                      |                                              |
| Цунамі (англ. Tsunami) | 1983      |                                      |                                              |
| Дослідження минулого Британської Колумбії (англ. Exploring British Columbia's Past)                                                   | 1984      |                                      |                                              |
| Брат Джонатан (англ. Brother Jonathan)                                                                                                | 1985      |                                      |                                              |
| Шкільні війни: замах на освіту Британської Колумбії (англ. School Wars: The Assault on B.C. Education)                                | 1985      |                                      | [ 5 ]                                        |
| Ліфтер (англ. Lifter) | 1986      |                                      |                                              |
| Падіння республіки (англ. The Fall of the Republic)                                                                                   | 1987      |                                      |                                              |
| Імператор-вигнанець (англ. Rogue Emperor)                                                                                             | 1988      |                                      |                                              |
| Грифон (англ. Gryphon) | 1989      |                                      |                                              |
| Зелена магія (англ. Greenmagic) | 1992      |                                      |                                              |
| Книга комунікацій (англ. The Communications Book)                                                                                     | 1994      |                                      |                                              |
| Бачення 2020: Майбутнє канадської освіти' (англ. 2020 Visions: The Futures of Canadian Education)                                     | 1995      |                                      |                                              |
| Червона магія (англ. Redmagic) | 1995      |                                      |                                              |
| Писання наукової фантастики та фентезі англ. Writing Science Fiction and Fantasy                                                      | 1998      |                                      | 2-ге видання, 2007                           |
| Писання для Інтернету (англ. Writing for the Web)                                                                                     | 1999      |                                      | Перевидана у 2000, 2006, 2009 роках          |
| Продайте свою документальну книгу (англ. Sell Your Nonfiction Book)                                                                   | 2009      |                                      |                                              |